# Conor Lamb
Conor James Lamb (nacido el 27 de junio de 1984) es un abogado estadounidense, exfiscal federal, miembro de la Reserva del Cuerpo de Marines de los Estados Unidos , y representante  de los EE. UU por el 18º distrito del congreso de Pensilvania. 
De afiliación demócrata, ganó las elecciones especiales para el Congreso de 2018 para el 18º distrito del congreso de Pensilvania, celebradas el 13 de marzo de 2018. Con el recuento de votos finalizado, Lamb venció a su oponente republicano, Rick Saccone, por 627 votos, y Lamb y el Partido demócrata declararon la victoria Tanto NBC News como The New York Times otorgaron la victoria a Lamb. Sin embargo, se espera un recuento. La elección especial atrajo la atención nacional al celebrarse fuera de las fechas habituales.